# Mike Reilly
Michael „Mike“ Reilly junior (* 13. Juli 1993 in Chicago, Illinois) ist ein US-amerikanischer Eishockeyspieler, der seit Juli 2025 bei den Carolina Hurricanes aus der National Hockey League (NHL) unter Vertrag steht. Zuvor war der Verteidiger bereits für die Minnesota Wild, Canadiens de Montréal, Ottawa Senators, Boston Bruins, Florida Panthers und New York Islanders in der NHL aktiv.

## Karriere

### Jugend
Mike Reilly wurde in Chicago geboren, wuchs allerdings in Chanhassen im Bundesstaat Minnesota auf. Sein Vater, Michael „Mike“ Reilly senior, wurde im NHL Amateur Draft 1977 an 140. Position von den Canadiens de Montréal ausgewählt, war jedoch nie im Profi-Bereich aktiv. Neben Mike Reilly junior hat er vier weitere Kinder, die alle mindestens auf College-Niveau Eishockey betrieben. Mike Reilly junior besuchte in seiner Jugend die Academy of Holy Angels sowie die Shattuck-St. Mary’s School und spielte für deren Eishockeyteams bis 2011 in regionalen Highschool-Ligen. Im NHL Entry Draft 2011 wurde er von den Columbus Blue Jackets an 98. Position ausgewählt. Zur Saison 2011/12 wechselte der Verteidiger zu den Penticton Vees aus der British Columbia Hockey League (BCHL) ins kanadische Penticton. Dort führte er als Rookie alle Verteidiger in Toren (24), Vorlagen (59) und Scorerpunkten (83) an und wurde demzufolge ins All-Rookie Team der Liga berufen. Mit den Vees wurde er außerdem Meister der BCHL und gewann wenig später auch den Doyle Cup.

### University of Minnesota
Im Herbst 2012 schrieb sich Reilly an der University of Minnesota ein, um dort ein wirtschaftswissenschaftliches Studium zu beginnen und zugleich mit deren Eishockey-Team, den Minnesota Golden Gophers, am Spielbetrieb der National Collegiate Athletic Association (NCAA) teilzunehmen. Als Freshman erzielte der Abwehrspieler 14 Punkte in 37 Spielen, wobei er über den Jahreswechsel mit der U20-Nationalmannschaft seines Heimatlandes an der U20-Weltmeisterschaft 2013 teilnahm und dort die Goldmedaille gewann. In der folgenden Spielzeit steigerte Reilly seine persönliche Statistik deutlich und wurde am Ende der Saison ins First All-Star Team sowie zum Defensive Player of the Year der Big Ten Conference gewählt. Beide Auszeichnungen erhielt der US-Amerikaner auch im Jahr darauf, in dem er mit den Golden Gophers zudem Meister der Big Ten Conference wurde. Ferner war er einer von zehn Finalisten um den Hobey Baker Memorial Award als bester College-Spieler des Landes. Im Anschluss vertrat er erstmals die A-Nationalmannschaft der Vereinigten Staaten, als er zum Aufgebot des Team USA bei der Weltmeisterschaft 2015 gehörte und dort die Bronzemedaille errang.

### NHL
Vier Jahre nachdem ihn die Columbus Blue Jackets im NHL Entry Draft ausgewählt hatten verfielen deren Spielerrechte an ihm, sodass ihn die Minnesota Wild im Juli 2015 unter Vertrag nehmen konnten, wobei weitere neun Franchises der National Hockey League (NHL) Interesse an dem Verteidiger zeigten. Erwartungsgemäß schickten ihn die Minnesota Wild vorerst zu ihrem Farmteam, den Iowa Wild, in die American Hockey League (AHL). Dort spielte er bis Januar 2016, als er erstmals ins NHL-Aufgebot berufen wurde und wenig später für die Minnesota Wild debütierte. Bis zum Ende der Spielzeit wechselte Reilly regelmäßig zwischen AHL und NHL, wobei er in der Saison insgesamt 29 NHL- und 45 AHL-Einsätze absolvierte.
Im Februar 2018 gaben ihn die Wild zur Trade Deadline an die Canadiens de Montréal ab und erhielten im Gegenzug ein Fünftrunden-Wahlrecht für den NHL Entry Draft 2019. Ebenfalls im Tausch für ein Fünftrunden-Wahlrecht im NHL Entry Draft 2021 sowie den Angreifer Andrew Sturtz wechselte er nach knapp zwei Jahren in Montréal im Januar 2020 zu den Ottawa Senators. Dort war er in der Folge bis April 2021 aktiv, als er zu den Boston Bruins transferiert wurde, die im Gegenzug ein Drittrunden-Wahlrecht für den NHL Entry Draft 2022 in die kanadische Hauptstadt sandten. In Boston unterzeichnete er anschließend im Juli 2021 einen Dreijahresvertrag mit einem Gesamtvolumen von neun Millionen US-Dollar. Im Juni 2023 allerdings bezahlten die Bruins ihm sein verbleibendes Vertragsjahr aus (buy-out), sodass er sich im Juli 2023 als Free Agent den Florida Panthers anschloss. Die Panthers setzten den Verteidiger bis Ende November desselben Jahres lediglich zweimal ein und versuchten ihn daraufhin über den Waiver in die AHL zu schicken. Dabei wählten ihn jedoch die New York Islanders aus, die damit seinen Vertrag übernahmen. Für die Saison 2025/26 unterzeichnete der Free Agent einen Einjahresvertrag bei den Carolina Hurricanes.

## Erfolge und Auszeichnungen
| - 2012 Doyle-Cup-Gewinn mit den Penticton Vees - 2014 Big Ten First All-Star Team - 2015 Big-Ten-Conference-Meisterschaft mit der University of Minnesota | - 2015 Big Ten First All-Star Team - 2015 Finalist um den Hobey Baker Memorial Award |

### International
- 2013 Goldmedaille bei der U20-Junioren-Weltmeisterschaft
- 2015 Bronzemedaille bei der Weltmeisterschaft 2015

## Karrierestatistik
Stand: Ende der Saison 2024/25

### International
Vertrat die USA bei:
- U20-Weltmeisterschaft 2013
- Weltmeisterschaft 2015

(Legende zur Spielerstatistik: Sp oder GP = absolvierte Spiele; T oder G = erzielte Tore; V oder A = erzielte Assists; Pkt oder Pts = erzielte Scorerpunkte; SM oder PIM = erhaltene Strafminuten; +/− = Plus/Minus-Bilanz; PP = erzielte Überzahltore; SH = erzielte Unterzahltore; GW = erzielte Siegtore; 1 Play-downs/Relegation; Kursiv: Statistik nicht vollständig)